# Monaville (Virginia Occidental)
Monaville es un lugar designado por el censo ubicado en el condado de Logan en el estado estadounidense de Virginia Occidental. En el Censo de 2010 tenía una población de 309 habitantes y una densidad poblacional de 257,12 personas por km².

## Geografía
Monaville se encuentra ubicado en las coordenadas 37°48′53″N 81°59′21″O / 37.81472, -81.98917. Según la Oficina del Censo de los Estados Unidos, Monaville tiene una superficie total de 1.2 km², de la cual 1.18 km² corresponden a tierra firme y (1.51%) 0.02 km² es agua.

## Demografía
Según el censo de 2010, había 309 personas residiendo en Monaville. La densidad de población era de 257,12 hab./km². De los 309 habitantes, Monaville estaba compuesto por el 100% blancos, el 0% eran afroamericanos, el 0% eran amerindios, el 0% eran asiáticos, el 0% eran isleños del Pacífico, el 0% eran de otras razas y el 0% pertenecían a dos o más razas. Del total de la población el 0.32% eran hispanos o latinos de cualquier raza.